# Elise Ewert
Elise Saborovsky Ewert (Hanôver, 27 de julho de 1907 — Ravensbrück, 9 de fevereiro de 1940) mais conhecida por seu apelido de "Sabo" foi jovem militante comunista revolucionária de nacionalidade alemã e descendência judaico-polonesa, casada com o dirigente comunista alemão Arthur Ewert.

## História

### Militância
Em 27 de julho de 1907, na cidade alemã de Hanôver nasce Elise Saborovsky, descendente de judeus poloneses. Elise sempre foi mais conhecida por seu apelido, "Sabo", fragmento do seu sobrenome, Saborovsky. Sabo nasceu na Alemanha, mas aos 4 anos de idade, se mudou com seus pais para o Império Austro-Húngaro. Em 1914, com o início da Primeira Guerra Mundial, seus pais saíram do Império Austro-Húngaro e mudaram-se para a Bélgica, que de momento estava fora da guerra. Mas com os ataques do Império Otomano, aliado da Tríplice Aliança à Bélgica, a família de Sabo teve de se mudar para a Holanda. Em 1918, após o fim da guerra, Sabo, já com 11 anos de idade, se mudou com seus pais para seu país natal, a Alemanha, onde começou a ter seus primeiros contatos com políticas antiguerra, dentre elas o comunismo. Em 1925, com 18 anos, Sabo abandonou sua casa e sua família, e mudou-se para a antiga União Soviética, onde estudou melhor o comunismo e se uniu ao Komintern. Apesar de ser uma novata no Komintern, Sabo foi experimentada em uma missão em Portugal. Foi quando conheceu Arthur Ernest Ewert, seu futuro marido. No ano seguinte, Sabo se casou com Arthur Ewert e, devido a sua experiência na militância, foi designada para várias missões em vários países, dentre eles, Bélgica, Polônia, Noruega, Itália, Iugoslávia, Tchecoslováquia, Alemanha e Prússia Oriental. Durante sua última missão na Prússia Oriental, Sabo ainda ficou alguns meses morando com Arthur Ewert em Königsberg, capital do país. Em 1928, com 21 anos, Sabo retornou à União Soviética, onde conheceu sua melhor amiga, Olga Benário, também militante comunista. Em 1935, Sabo foi designada pelo Komintern em sua missão mais difícil: instaurar o comunismo no Brasil.

### Revolta Vermelha de 1935
O Komintern designou Sabo para ajudar Luís Carlos Prestes na missão ao Brasil. Junto com ela foram enviados seu marido Arthur Ewert, Rodolfo Ghioldi, Victor Allen Barron, Paul Gruber, Leon Jules Vallée, Carmen de Alfaya Ghioldi e Olga Benário, além de outros. Após participar da Intentona Comunista em 1935, Sabo foi presa pela polícia de Filinto Müller junto com seu marido Arthur Ewert. Sabo e seu marido foram torturados durante semanas pela polícia de Müller. Sabo foi espancada, eletrocutada e até mesmo estuprada diante do marido. Segundo Jorge Amado  [a polícia] cortara a navalha os seios [dela]. Logo chegou a notícia interna da polícia de Müller, de que Sabo e Ewert estavam sendo torturados. A notícia estampou todos os jornais brasileiros, e depois de protestos do povo contra os maus tratos à estrangeiros, Sabo e Ewert foram presos em prisões comuns. Mas, algumas semanas depois, Filinto Müller retirou Ewert da prisão e começou a torturá-lo novamente em segredo, e isto resultou na perda da sanidade mental de Ewert. Em 1936, Getúlio Vargas deu ordem para deportar Sabo e Olga Benário Prestes para a Alemanha Nazi, depois de a embaixada alemã pedir a deportação de ambas. Sabo e Olga foram deportadas para a Alemanha Nazi no navio cargueiro La Coruña, em setembro de 1936, com Olga grávida de 7 meses. Às 6 horas da manhã do dia 18 de outubro, o navio atraca em Hamburgo. Para evitar protestos em outros portos, oficiais da Gestapo, a polícia secreta alemã já esperavam pelas duas no porto. De lá, Olga foi levada para a prisão de mulheres de Barnimstrasse, em Berlim. Sabo foi levada para um centro de detenção para comunistas em Lübeck. Mesmo com seus traumas de torturas, Sabo foi ainda mais torturada em Lübeck, passou por interrogatórios sem revelar nada do que sabia e foi punida com a falta de alimentação. Mas em outro interrogatório, Sabo estava faminta e contou uma mentira sobre o Komintern: disse que ela e os outros agentes foram enviados por um homem chamado Lwis Iukënn. Os carcereiros pesquisaram sobre o homem mas não encontraram nada, e isto os levou a torturarem Sabo mais ainda. Sabo foi espancada por três guardas, cada um com um cacetete ao mesmo tempo 15 vezes. Quando foi mandada para a cela, Sabo estava quase morrendo de falência pulmonar, mas foi levada a um hospital, pois os carcereiros ainda a queriam para interrogá-la. Um tempo depois, Sabo foi transferida para uma prisão em Colônia. Lá Sabo pôde ser alimentada adequadamente. Mas em 1938, começara o cruel destino de Sabo: os campos de concentração.

### Campos de concentração
Sabo foi transferida junto com Olga para o campo de concentração de Lichtenburg nos primeiros dias de março de 1938. A princípio Sabo era alimentada, mas por ordem de Hitler, os prisioneiros de campos de concentração não deveriam mais ser alimentados. Sabo foi submetida ao trabalho escravo algum tempo depois. Em 1939, com o começo da Segunda Guerra Mundial, Sabo e Olga foram transferidas para o campo de concentração feminino de Ravensbrück. Sabo chegou ao campo tuberculosa e com seu corpo em pele e ossos, mas mesmo assim foi forçada a trabalhar terrivelmente. Em 9 de fevereiro de 1940, enquanto carregava pedras, Sabo teve um ataque de tuberculose e desmaiou. Assim que acordou, ela foi chutada pelos guardas e mordida pelos cães que foram atiçados pelos guardas. Quando o ataque à Sabo acabou, suas amigas, incluindo Olga, ainda tentaram socorrê-la, mas apesar de seus esforços, Sabo não resistiu à fraqueza e à tuberculose e faleceu, aos 32 anos de idade. Há uma teoria de que Sabo teria conseguido escapar para a França antes da eclosão da Segunda Guerra Mundial.
Suposições indicam que mesmo que Sabo resistisse à tuberculose, morreria da mesma maneira. Sabo estava muito fraca, seu corpo já não tinha tanta resistência, e como a cada dia, um bloco de prisioneiras passava por torturas em Ravensbrück, Sabo algum dia seria escolhida para ser torturada e em qualquer tortura morreria, pois não tinha tanta resistência. Além das torturas, Sabo morreria no trabalho escravo, pois não tinha força para trabalhos braçais e morreria de exaustão. Também vale ressaltar que depois de Olga, Sabo era a comunista antinazista mais conhecida na Alemanha. O provável destino de Sabo se ela resistisse seria o mesmo destino de Olga: seria mandada para o campo de extermínio de Bernburg, e morreria gaseada, como Olga. Ou também poderia ser gaseada na câmara de gás de Ravensbrück, quando esta foi construída em outubro de 1944. Contam sobreviventes do campo, que na câmara de gás de Ravensbrück, eram executadas as prisioneiras incapazes para o trabalho. Era o caso de Sabo.

## Legado
Apesar de seu brilho ser diversas vezes ofuscado pelo grande brilho atribuído à Olga Benário Prestes, Sabo é lembrada na Alemanha por seu esforço em dar a vida pela revolução. Assim como Hilde Coppi, Liselotte Hermann, Käthe Leichter e Olga Benário Prestes, Sabo ficou conhecida como uma das mães vítimas do nazismo.

## Mídia
Elise Saborovsky Ewert nunca teve um filme, livro ou biografia somente sobre ela, porém, no filme Olga, dirigido por Jayme Monjardim e produzido por Rita Buzzar, a atriz Renata Jesion interpreta Sabo. Ela também tem personagens na ópera Olga e no livro Olga de Fernando Morais, Sabo é constantemente retratada. Recentemente foi lançado o livro "As Judias do Campo de Concentração de Ravensbrück", escrito por Rochelle G. Saidel, que retrata as histórias de várias mulheres do campo de concentração e extermínio de Ravensbrück, dentre elas, Elise Saborovsky Ewert e Olga Benário Prestes. A curiosidade é que as personagens de Sabo e Olga sempre aparecem juntas na mídia, seja em filmes, óperas, livros ou biografias. Até hoje não se sabe se Sabo teve filhos ou não.